# Comte de Smet de Naeyer (schip, 1905)

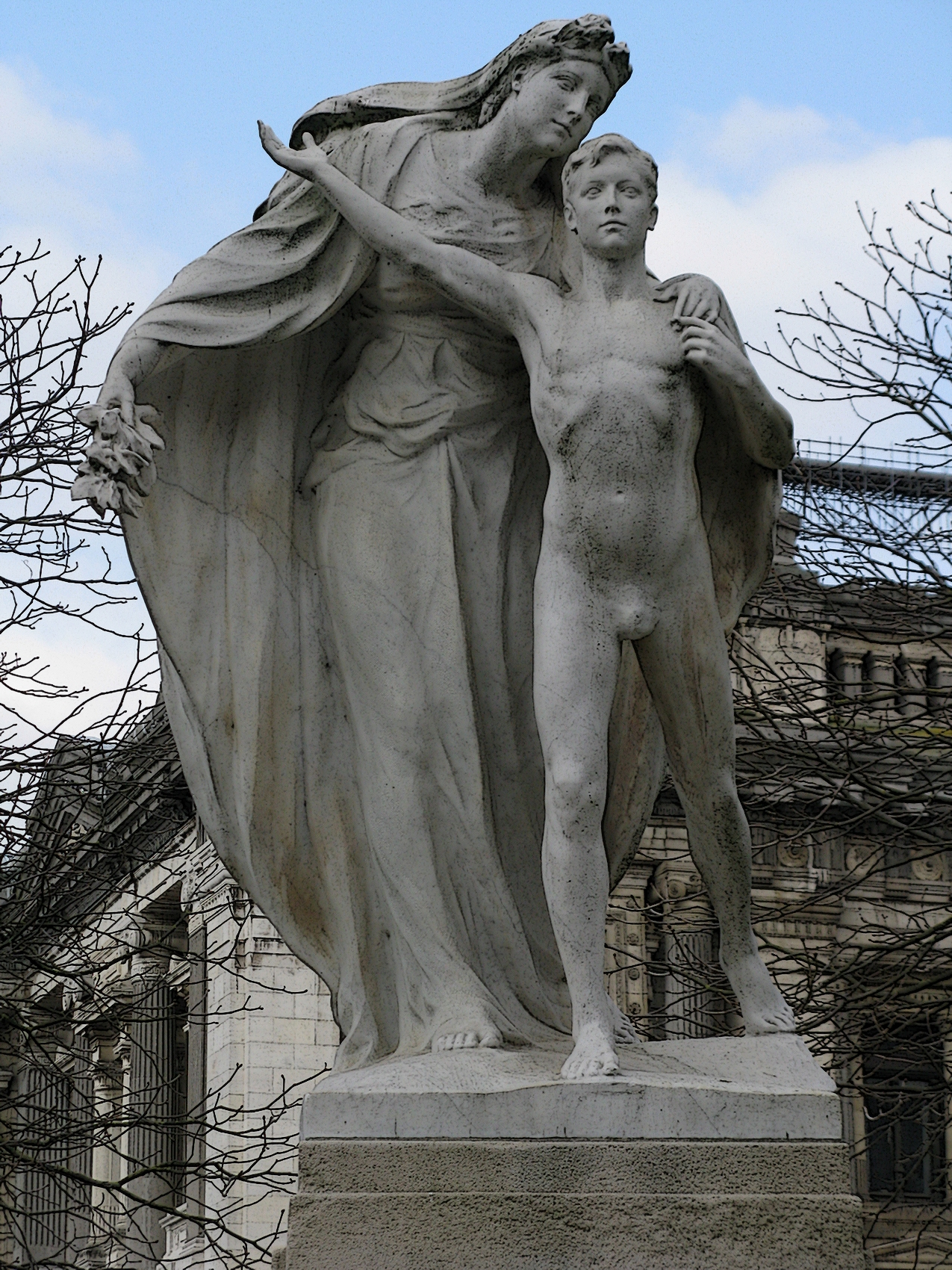
Detail van het monument De Smet de Naeyer

De Comte de Smet de Naeyer was een Belgisch schoolschip dat in 1904 werd gebouwd en in 1906 verging.

## Geschiedenis
Graaf Paul de Smet de Naeyer, toenmalige Minister van Financiën en Openbare Werken, startte in 1902 in Brugge met een comité dat de maritieme bedrijvigheid deed herleven of opflakkeren. Een van de beslissingen van de "N.V. Belgische Zeevaartvereniging" was om een zeilschip te bouwen dat kon dienen als opleidingsschip voor officieren van de koopvaardij.
In december 1904 werd dan ook het eerste schoolschip, de "Comte de Smet de Naeyer" of kortweg "Comte", te water gelaten. Dit ging al niet zonder slag of stoot. Bij de tewaterlating kapseisde het schip reeds in oktober 1904 op de scheepswerf van Greenock in Schotland.

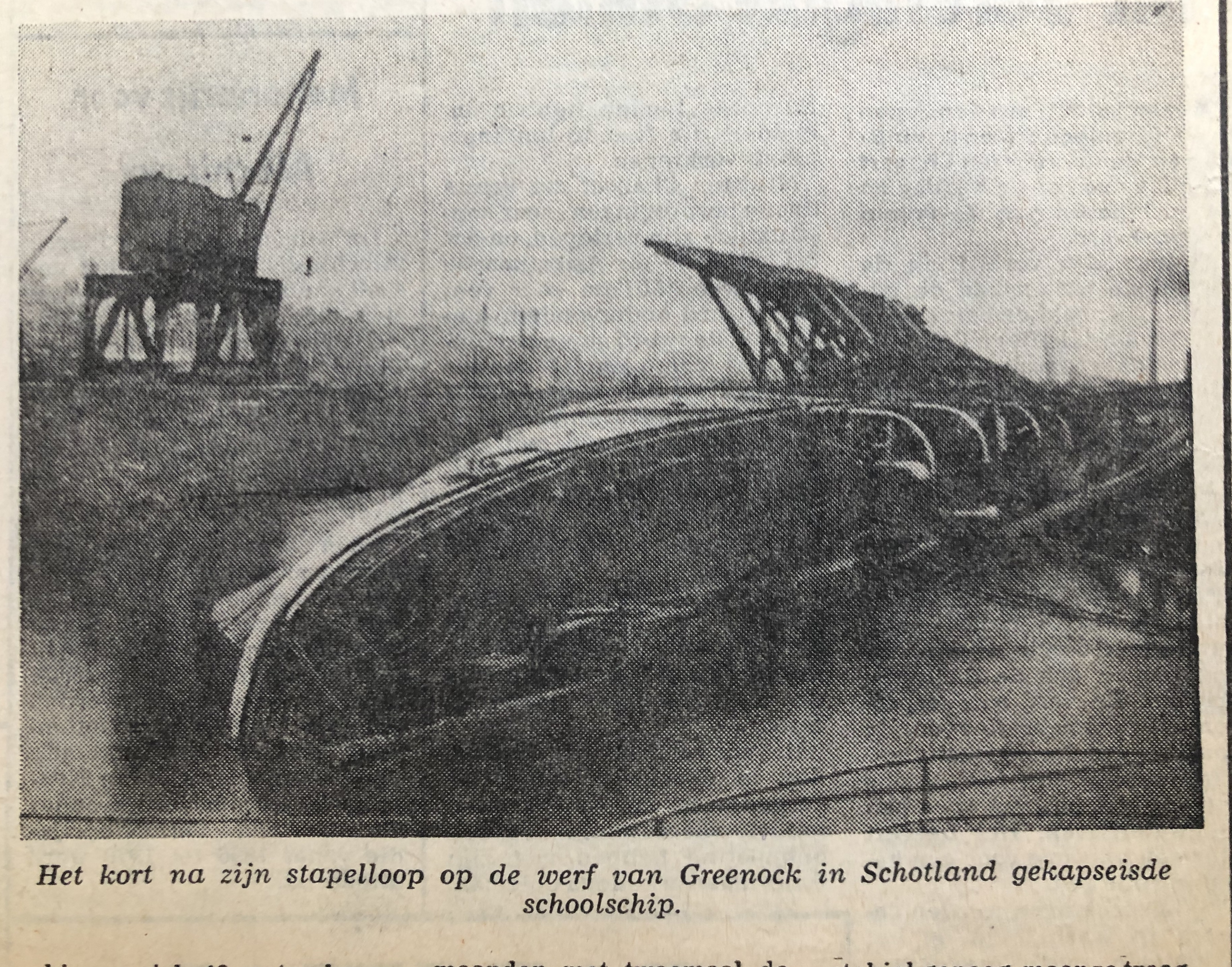
Bron: Stadsarchief Antwerpen

Na een eerste verre zeereis naar Chili werd de grote driemaster wat getransformeerd en beter uitgerust, nadat Gustave Adolphe Fourcault had aangeven dat hij niet langer zijn rol als commandant wenste verder te zetten. Een beslissing waarop hij later terugkwam toen geen geschikte officier gevonden werd om het commando over te nemen.
In februari 1906 lag het schip aan de rede in Antwerpen, voor een "grote opknapbeurt" en ter aanvulling van de aanmonstering. Vele kandidaat-officieren monsterden zich aan, maar geen nieuwe commandant. De eerste officier van de eerste reis, Kpt. Cornellie, werd niet weerhouden voor de functie, en nam geen deel aan de tweede reis. Wel geeft hij in het onderzoek naar het vergaan aan dat hij persoonlijk de kleppen en afsluiters gecontroleerd heeft voor het vertrek.

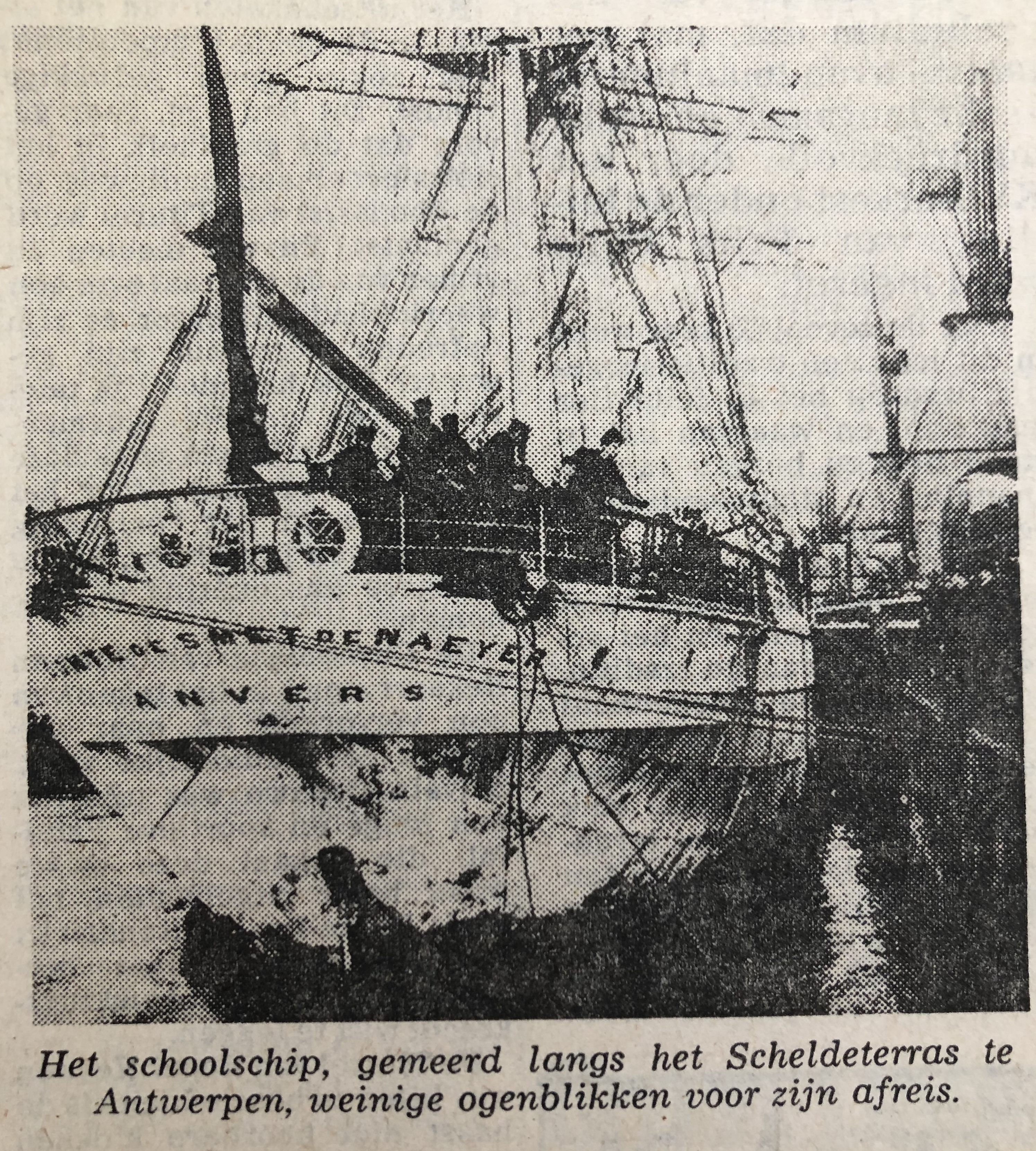

Op 11 april vertrok het schoolschip dus weer onder het gezag van kapitein Fourcault vanuit Antwerpen naar Zuid-Afrika met een vracht van 2400 ton cement en 350 ton andere vracht. Het kwam echter niet ver en het was haar laatste reis. Op 19 april 1906 verging de "Comte" in de Golf van Biskaje. Hierbij kwamen 33 scheepslieden om het leven, onder wie de kapitein, de aalmoezenier en verschillende officieren. Een reddingsloep met 24 matrozen doorstond de ramp. Deze werd opgepikt door de 'Dunkerque', die de drenkelingen later weer in Cuxhaven aan land zou zetten. Latere getuigenverklaringen van onder anderen Edward Van De Putten en Cmdt Jules Meulemeester (later twee termijnen commandant van het schoolschip l'Avenir, de Kassaï en tal van andere schoolschepen, alsook havenkapitein van de haven Van Antwerpen) hebben echter uitgewezen dat het schip reeds in Antwerpen water begon te maken en reeds op de eerste reis en zelfs bij de tewaterlating problemen ondervond met de stabiliteit, zo blijkt uit een uittreksel van het "Verslag laatste overlevende van de Comte de Smet de Naeyer":
Na de ramp volgde bovendien een lange nasleep om de ware oorzaak van de ramp te achterhalen. Zelfs een orkaan werd gespeculeerd, maar die werd tenietgedaan door Kpt. Barther die met zijn stoomboot enkele uren na de gebeurtenis de onheilsplek doorvoer. “Ikzelf heb niet de minste storm ontmoet. De zee was kalm en er was slechts een kleine deining zichtbaar. Er stond wel een stevige Noord Oosten wind, kortom gezegd geen enkele waarneming deed bij mij het vermoeden rijzen dat er op deze plek kort tevoren een zware storm had gewoed. Er was trouwens uren in het rond geen enkel stukje wrakhout te bespeuren dat eventueel zou kunnen wijzen op een schipbreuk.”
De stelling dat het schip gekapseisd was bleek achteraf ook geen steek te houden want volgens de verschillende getuigenverklaringen was het rechtstaande in de golven verdwenen. Hoe dan ook de ware reden van de ondergang van het eerste Belgische schoolschip werd nooit achterhaald. De golf van Biscaye is sinds mensen geheugenis gekend als het graf van de zeelieden en met die wetenschap werd het onderzoek afgesloten. Lag het aan het schip zelf, was de lading, was de scheepsbodem reeds lek in het dok of was het misschien sabotage, vragen die nooit een antwoord kregen.
Toen de gemoederen in 1910 gekalmeerd waren werd kapitein Fourcault door het hof van beroep in Brussel niet langer aansprakelijk gesteld. De Belgische zeevaartvereniging was al in 1907 van alle schuld vrijgesproken. Commandant Fourcault, aldus directeur Lecointe van het observatorium, was de meest geschikte van al onze marineofficieren. Hij bezat alle kwaliteiten om behoorlijk zijn rol als bevelhebber te vervullen en zo werd zondebok Fourcault definitief in ere hersteld. De CdSdN kreeg al in 1907 een opvolger de Comte de Smet de Naeyer II. De echte opvolger zou datzelfde jaar voor het eerst uitvaren voor een wereldreis en ging de zeevaartgeschiedenis in als de L'Avenir''
De Comte de Smet de Naeyer II, in 1877 te water gelaten als Jeanie Landles en in 1883 herdoopt in Linlithgowshire, heeft als opleidingsschip nooit een zeereis ondernomen, en werd stationair gebruikt, geankerd op de Schelde. Ze werd gesloopt te Brugge in 1934.
De kadetten van de eerste en tweede lichting van de HZVS die de ramp overleefden, zetten tot 1908 hun opleiding verder op de vijfmastbark R.C. Rickmers op een reis van San Francisco naar Australië en meerden vervolgens, via San Francisco en Tacoma, op 6 juni 1908 weer aan in Antwerpen.
L'Avenir werd het tweede 'echte' schoolschip van de zeevaartvereniging. Verschillende overlevenden van de ramp met de Comte de Smet de Naeyer monsterden aan en voerden later het commando over het tweede schoolschip.

## Gedenkteken
Ter nagedachtenis van deze scheepsramp werd er in Brussel op het Jan Jacobsplein een monument geplaatst, vervaardigd door de beeldhouwer Charles Samuel. Het werd onthuld op 9 juli 1912.

## Voetnoten
1. ↑  Verslag laatste overlevende van Comte de Smet De Naeyer
2. ↑  Jeanie Landles, Caledonian Maritime Research Trust
3. ↑  Comte de Smet de Naeyer II, marinebelge.be. Gearchiveerd op 17 februari 2019. Geraadpleegd op 26 maart 2019.